# Trần Thị Ngọc Hiền
Huy Chân Công chúa (輝真公主) hay Trinh Thục phi (貞淑妃) Trần Thị Ngọc Hiền (còn có tên khác là Ngọc Dung, Ngọc Huyên) (1377 - ?) là một vị Công chúa nhà Trần và là phi tần của Lê Thái Tổ. Cuộc đời của bà phần lớn được ghi lại trong Đại Việt Sử ký Toàn thư.

## Cuộc đời

### Công chúa nhà Trần
Công chúa là con gái duy nhất của Trần Duệ Tông, sinh mẫu là Cung phi Trần Thị Ngọc Hòa, người gốc Hà Tĩnh, hay còn được biết đến với danh xưng  Hoàng hậu Bạch Ngọc. Là con gái duy nhất và cũng là con út, lại có nhan sắc nên được vua cha thập phân yêu thương, mẹ bà nhờ đó mà được phong làm Cung phi.
Duệ Tông Hoàng đế có lòng dũng cảm, mong muốn chấn hưng Đại Việt đã bị tàn phá và suy yếu dưới thời Trần Dụ Tông, Dương Nhật Lễ, muốn trấn áp kẻ thù từ thời khai quốc của Đại Việt là Chiêm Thành, tuy vậy năm 1377, Hoàng đế đột ngột tử trận khi đánh nhau với quân Chiêm Thành. Triều đình lập con trưởng của ông là Trần Nghiễn nối ngôi nhưng được ít năm thì bị phế truất rồi giết chết, nên sử gọi là Trần Phế đế. Thái thượng hoàng Trần Nghệ Tông bèn đưa con út của mình lên ngai vàng, tức Trần Thuận Tông.
Nhưng cuối năm Giáp Tuất (1394), Thượng hoàng qua đời, quyền hành trong triều rơi cả vào tay bố vợ vua Trần Thuận Tông là Lê Quý Ly.
Nhiều quan tướng trung thành biết Lê Qúy Ly có mưu đồ đoạt ngôi nhà Trần nên bí mật bàn mưu diệt trừ nhưng bị bại lộ, hơn 370 người bị giết chết, việc truy bắt những người có liên quan tiến hành ráo riết, các lệnh cấm tụ tập, trò chuyện được ban bố làm không khí cả nước trong trạng thái ngột ngạt, căng thẳng, lo lắng, sợ hãi…
Trước nguy cơ biến động triều chính, cung phi Bạch Ngọc từ khi chồng chết thì đau buồn, sầu muộn chốn hoàng cung, nay biết rằng khó mà yên ổn được nữa, sợ tai họa sẽ ập đến bèn bàn bạc với hai anh là Trần Đạt, Trần Duy cùng gia thần thân tín là Trần Quốc Trung, Nguyễn Thời Kính đem con gái là công chúa Huy Chân và người hầu thân thuộc, tổng cộng 572 người âm thầm rời khỏi kinh thành Thăng Long lánh về quê cha ở phủ Đức Quang, lộ Nghệ An tránh nạn.
Chuyện kể rằng sau khi rời khỏi Thăng Long, mẹ con bà hoàng Bạch Ngọc, Huy Chân có một chuyến hành trình gần 50 ngày đêm đầy gian khổ, nhiều người kiệt sức, ốm đau mà chết dọc đường. Khi đến nơi chỉ còn lại 172 người, họ chọn một ngọn núi trong vùng thâm sơn cùng cốc thuộc dãy Trà Sơn để dựng trại (núi này về sau được gọi là núi Vua để tỏ lòng ghi ơn bà). Sau khi giúp Lê Lợi đánh thắng giặc Minh, cả hai anh em Trần Đạt và Trần Duy đều được phong tước Đường Quốc Công. Cụ Trần Duy về thôn Thịnh Quả, huyện Đức Thọ, nay là xã Đức Châu, huyện Đức Thọ, Hà Tĩnh, còn cụ Trần Đạt thì vào lập làng tại bờ bắc sông Gianh, làng đó là tổng An Bài, sau này là Thuận Bài. Mộ cụ Trần Đạt hiện nằm ở đảo Yến, còn mộ con trai Trần Khai nằm cách mộ Đại tướng Võ Nguyên Giáp 30m về phía Đông Bắc.

### Khai hoang, lập ấp
Từ đó, mọi người cùng nhau khai khẩn đất hoang, chiêu mộ dân nghèo được gần 3.000 người rồi dần dần đất hoang thành đất ruộng ngày càng nhiều, khai hoang đến đâu, lập làng đến đó. Kết quả có 45 xã thôn, trang ấp được thiết lập trên địa bàn 6 tổng của huyện Đức Thọ, với 3.965 mẫu ruộng cùng nhiều kho lẫm dự trữ lương thực. Gia nhân, thuộc hạ của mẹ con Bạch Ngọc, Huy Chân có đến nghìn người, vừa lao động sản xuất, vừa rèn đúc vũ khí, luyện tập võ nghệ để bảo vệ trang trại, xóm làng và cũng để mưu đại sự về sau.
Mọi việc điều hành công việc của bà Bạch Ngọc có sự hỗ trợ đắc lực của con gái là công chúa Huy Chân. Ngoài khai phá đất hoang, lập làng, lấy đất cày cấy, mẹ con bà còn cho mở chợ đặc biệt là theo lòng mộ đạo Phật, họ đã cho dựng hai ngôi chùa là chùa Diên Quang (chùa Am) và Tiên Lữ (chùa Lã)…
Với những cố gắng không ngừng, thực lực của mẹ con bà hoàng Bạch Ngọc, Huy Chân trở thành một thế lực không nhỏ ở đất Nghệ An, nhưng họ rất khôn khéo che giấu, giảm bớt tiếng tăm để ẩn nhẫn chờ thời nên tránh được sự chú ý của quân Minh.

### Nhân duyên với vua Lê Thái Tổ

###### Khó khăn chồng chất
Cuộc kháng chiến của nhà Hồ thất bại, và liên tiếp các cuộc khởi nghĩa nổ ra trong đó đáng chú ý là nhà Hậu Trần của Trần Ngỗi. Tiếc rằng sự nghiệp của các vua triều Hậu Trần không hoàn thành được, lần lượt vua Giản Định đế bị quân Minh bắt được vào ngày 17 tháng 7 năm Kỉ Sửu (1409), đưa về phương Bắc giết hại; sau đó đến tháng 11 Quý Tị (1413) Trùng Quang đế bị bắt, tháng 4 năm Canh Ngọ (1414), trên đường bị giải về Bắc Kinh, vua nhảy xuống nước tự vẫn.
Thời kỳ này, trang ấp của mẹ con bà Bạch Ngọc bị bọn giặc cướp quấy phá, quân Minh cũng dò biết được nên cho người theo dõi hành động của nữ chủ nhân ở đây. Tình thế đó, buộc bà Bạch Ngọc đưa gia thuộc chuyển sang bờ bắc sông La lập trang trại mới trên đất Thịnh Quả, gần dãy núi Thiên Nhận, sông Lam Giang, núi Trà sơn, sông Ngàn Sâu địa thế hiểm yếu.

###### Gặp Lê Lợi
Năm 1418, Lê Lợi phất cờ khởi nghĩa Lam Sơn. Năm 1424, từ căn cứ địa Thanh Hóa, Bình Định Vương Lê Lợi đã đưa quân vào Nghệ An chiếm được thành Trà Long (Tương Dương) và Đỗ Gia (Hương Sơn).
Đầu năm Ất Tị (1425), Đỗ Gia trở thành căn cứ quân sự chủ yếu của nghĩa quân Lam Sơn, sở chỉ huy của Bình Định Vương Lê Lợi đóng tại thành Lục Niên trên núi Thiên Nhẫn.
Phụng mệnh của Lê Lợi, tướng Bùi Bị đem quân truy quét quân Minh ở vùng Hương Sơn, Hương Khê, Đức Thọ (ngày nay), trong quá trình làm nhiệm vụ, đã phát hiện ra trang trại Bạch Ngọc.
Bùi Bị mời bà yết kiến Lê Lợi. Tương truyền khi đó, bà Bạch Ngọc hỏi con gái nên làm thế nào, công chúa Huy Chân có nói rằng: Nợ nước lớn hơn thù nhà, nay họ Trần nhà ta không còn ai có thể gánh vác nổi trọng trách nặng nề ấy. Mệnh trời dường như trao về tay Lê vương ở đất Lam Sơn, ta nên giúp một tay mong vầng dương lại sáng tỏ, nước Việt lại về tay người Việt chúng ta.
Bà đã cùng Công chúa Huy Chân đến thành Lục niên gặp Lê lợi. Tại cuộc gặp mặt này, bà Bạch Ngọc đã xin hiến toàn bộ tiền, lương thực, thực phẩm đã tích trữ được cho cuộc kháng chiến chống quân Minh; và đồng thuận gả Công chúa Huy Chân cho Lê Lợi.
Để đáp lại tấm thịnh tình này, Bình Định vương liền cho sắm sửa lễ vật, chọn ngày lành tháng tốt dẫn tùy tùng đến xin hỏi cưới Huy Chân về làm thứ thiếp. Sau đó ông cho lính xây điện Phượng Hoàng tại làng Kính Kỵ và điện Ngũ Long ở Hoà Yên làm nơi cư ngụ cho bà Bạch Ngọc và công chúa Huy Chân.

## Phi tần nhà Hậu Lê
Sau khi sự nghiệp "bình Ngô" hoàn thành, Lê Lợi lên ngôi vua, lấy niên hiệu là Thuận Thiên, sáng lập ra nhà Hậu Lê, đó chính là Thái Tổ Cao hoàng đế - Lê Thái Tổ. Huy Chân Công chúa được phong làm Thục phi. Bà sinh hạ Trang Từ Công chúa Lê Thị Ngọc Châu. Từ đó không còn thấy tư liệu gì kể về bà. Về phần mẹ bà xin lại quê nhà tu hành, chọn chùa Am (còn gọi là chùa Diên Quang ở xã Đức Hòa, huyện Đức Thọ, Hà Tĩnh ngày nay) làm nơi tu tập, ngày ngày tụng kinh niệm Phật cầu cho Quốc thái dân an, cầu cho vong linh các quân sĩ đã hy sinh cho đất nước được siêu thoát.